# Бауэрнфельд, Эдуард
Эдуард фон Бауэрнфельд (нем. Eduard von Bauernfeld; 13 января 1802, Вена — 9 августа 1890, Вена) — австрийский драматург.

## Биография
Изучал юриспруденцию в Венском университете, поступил на государственную службу, после занятия различных мелких должностей в 1843 году был назначен на ответственную должность в комиссию по контролю за лотереями. Он также начал заниматься политикой и подверг резкой критике правительство в брошюре под названием Pie Desideria eines österreichischen Schriftstellers (1842), в 1845 году совершил путешествие в Англию, после чего его политические взгляды стали более выраженными. После революции в 1848 году он оставил государственную службу, чтобы полностью посвятить себя литературе. Он жил в Вене вплоть до своей смерти и получил сравнительно большую известность как драматург, хотя иногда писал под псевдонимами.
Его наследие включает в себя в основном комедии и фарсы, которые признавались современниками остроумными и правдиво показывающими социальные условия Вены. Наиболее известные произведения: Leichtsinn aus Liebe (1831), Des Liebes-Protokoll (1831), Die ewige Liebe (1834); Burgerlich und Romantisch, (1835), Aus der Gesellschaft (1866); Moderne Jugend (1869), and Der Landfrieden (1869).

## Переводы на русский язык
Золотое сечение. М.: Радуга, 1988. С. 90-91.